# Karolinzi
Karolinzi (znani i kao Arnulfingi, po jednom od predaka roda biskupu iz Metza Arnulfu, umro 641., ili Karlingi) je bila poznata franačka plemićka obitelj koja se nakon Merovinga popela na franačko prijestolje i uspostavila dinastiju, koja je tri stoljeća vladala brojnim europskim državama. Korijeni te obitelji sežu do vremena franačkih plemenskih klanova Arnulfinga i Pipinida na početke 7. stoljeća.
Karolinzi su učvrstili svoju moć u krajem 7. stoljeća, kad su se dokopali pozicije majordoma i nasljednih franačkih plemićkih titula vojvoda i prinčeva (dux et princeps Francorum ) te na taj način postali de facto franački vladari kao stvarni nositelji vlasti. Sve do 751. godine, Merovinzi su vladali Francima, ali tada im je to pravo bilo uskraćeno, uz suglasnost pape i aristokracije, a Karoling - Pipin Mali, je okrunjen za kralja Franaka.

## Porijeklo imena
Karolinzi su ime dobili po svom istaknutom predstavniku Karlu Martelu (685./689. – 741.) To ime je nastalo je od srednjovjekovnog latinskog:  karolingi, a taj pridjev nastao je od ponešto izmijenjenog staronjemačkog karling, kerling, kerlinc (što je značilo Karlov potomak, a on je pak nastao na osnovu iskrivljenog izgovora latinskog imena Karlo: Carolus.

## Povijest dinastije
Moć Karolinga temeljila se je na velikim zemljišnim posjedima koje su oni s vremenom stekli na području gornjeg toka rijeka Meuse i Mosele. Druga značajna odrednica koja je Karolinge dovela do vlasti bila je osobna ambicioznost Pipina Malog, koji je lukavo iskoristio težnju onovremene Crkve, koja je u ta vremena tražila moćne svjetovne zaštitnike, da proširi svoj utjecaj i moć. Pipin Mali je to vješto iskoristio i okrunjen je za kralja 751. godine. Karolinzi su bili značajni za Franačku državu, jer su uspjeli uspostaviti državno jedinstvo i učvrstiti središnju vlast.
Najveći i najpoznatiji od svih karolinških monarha bio je Karlo Veliki, koji je okrunjen za cara od pape Lava III. u Rimu 800. godine. Njegovo carstvo, po nekim svojim odrednicama bilo je nastavak Rimskog Carstva (ili obnova), jer je bilo okvir unutar kojeg su položeni temelji kulturnog jedinstva Europe (karolinška umjetnost). Tradicionalna franačka (i merovinška) praksa podjele nasljedstva među nasljednicima ostala je i u karolinških careva, kao i koncept nedjeljivosti Carstva. Karolinzi su svoje sinove postavljali kao svoje kraljeve (suvladare) u različitim regijama (regna) carstva, koja bi oni i nasljeđivali nakon smrti svog oca.
Nakon smrti Ludovika I. Pobožnog, izbio je trogodišnji građanski rat između njegovih nasljednika koji je završio Ugovorom iz Verduna, kojim je carstvo podjeljeno na tri dijela. Lotaru I. pripala je Italija, Burgundija, Provansa i zemlje između rijeka Meuse Schelde i Rajne i Frizlandija. Ludvigu II. Njemačkom, pripala je Istočna Franačka (kasnija Njemačka), a Karlu II. Ćelavom - Zapadna Franačka (buduća Francuska)
Karolinzi su se razlikovali od svojih predhodnika iz dinastije Merovinga naročito po tome što ih njihovo nezakonito potomstvo, nije moglo nasljeđivati, time su najvjerojatnije htjeli spriječiti borbe za nasljeđe, i tako osigurati granice carstva. Međutim se i oni nisu držali zadanog pravila, pri kraju 9. stoljeća, kad im je ponestalo podobnih odraslih potomaka, postavili su nezakonitog sina kralja Bavarske i Italije Karlomana-Arnulfa Karantanskog (850. – 899.) na prijestolje Vojvodstva Karantanije.
Karolinzi su se raspršili širom Franačkog carstva po brojnim kraljevstvima (regna) 888. godine. Vladali su Istočnom Franačkom (kasnija Njemačka) sve do 911. godine, isto tako držali su prijestolje Zapadne Franačke (buduća Francuska) uz povremene prekide, sve do 987. godine. Oni su tvrdili da pravo na svoju nasljednu vlast, posjeduju od Boga, koji im je to pravo dao, to su želili i učvrstiti svojim čvrstim savezom s Crkvom, ipak na dulje staze nisu bili u mogućnosti zaustaviti princip izborne monarhije i njihova propaganda ih nije uspjela održati. Njihovi mlađi slijednici nastavili su vladati u Vermandoisu i 
Donjoj Loreni i nakon smrti posljednjeg karolinškog kralja koji je umro u 987. godine, ali njima prijestolja kneževina nisu bila dovoljna, te se nisu mogli izmiriti s novim vladarskim dinastijama. Kad je okrunjen Robert II. za kralja Francuske, koji je već kao dijete vladao zajedno sa svojim ocem, Hugom Capetom, utemeljiteljem dinastije Capet, bio je to kraj karolinške vladavine, kako je to rekao jedan onovremeni kroničar iz Sena.
Dinastija je izumrla po muškoj liniji smrću Oda grofa Vermandoisa. Njegova sestra Adelaida (1062. – 1122. grofica iz Vermandoisa), bila je posljednji Karoling, umrla je 1122. godine.

## Karolinški vladari

### Pipinidski i Karolinškimajordomi
- Pipin I. (580. – 640.)
- Grimoald I. (643. – 662.)
- Pipin iz Heristala (687. – 714.)
- Karlo Martel (714. – 741.)
- Karloman (741. – 747.)
- Pipin Mali (741. – 751.)

### Karolinški kraljevi
- Pipin Mali (751. – 768.)
- Karloman, franački kralj (768. – 771.)
- Karlo Veliki (768. – 800.)
- Karlo Mlađi (800. – 811.)

### Karolinški carevi
- Karlo Veliki (800. – 814.)
- Ludovik I. Pobožni (813/814. – 840.)
- Lotar I. (840. – 855.)
- Ludovik II. (855. – 875.)
- Karlo II. Ćelavi (875. – 877.)
- Karlo III. Debeli (881. – 888.)
- Arnulf Karantanski (896. – 899.)
- Ludovik III. Slijepi (901. – 905.)

### KraljeviIstočne Franačke
- Ludvig Njemački (843. – 876.)
- Karloman (876. – 880.)
- Ludvig III. Mlađi (876. – 880/882.)
- Karlo III. Debeli (876. – 887.)
- Arnulf Karantanski (887. – 899.)
- Ludvig IV. Dijete (899. – 911.)

### KraljeviItalije
- Karlo Veliki (774. – 814)
- Pipin Langobardski, suvladar (781. – 810.)
- Bernard Langobardski (813. – 818.)
- Lotar I. (818. – 855.)
- Ludovik II. (844. – 875.)
- Karlo II. Ćelavi (875. – 877.)
- Karloman (877. – 879.)
- Karlo III. Debeli (879. – 887.)

### KraljeviLotaringije
- Lotar I. (843. – 855.)
- Lotar II. (855. – 869.)
- Sventibald (895. – 900.)

### KraljeviZapadne Franačke
- Karlo II. Ćelavi (843. – 877.)
- Luj II. (877. – 879)
- Karlo III. Debeli (885. – 887.)
- Karlo III. Jednostavni (898. – 923.)
- Luj IV. Prekomorski (936. – 954.)
- Lotar (954. – 986.)
- Luj V. (986. – 987.)

### KraljeviAkvitanije
- Ludovik I. Pobožni (781. – 814.)
- Pipin I. (817. – 838.)
- Pipin II. (838. – 848.)
- Karlo III. Dijete (848. – 866.)

### KraljeviDonje Burgundije
- Ludovik III. Slijepi (887. – 905.)
- Hugo I. (905. – 947.)
- Lotar II. (947. – 950.)
- Karlo iz Provanse (950. – 963.)

### VojvodeDonje Lotaringije
- Karlo Lotarinški (978. – 991.)
- Oto Lotarinški (991. – 1005/06.)

### Ostali vladarski položaji
- Tasilo III., vladar Bavarske (748. – 788.)
- Karl, kralj Provanse
- Karloman, Kralj Bavarske (876. – 880.)

## Pogledajte i ovo
- Karolinška umjetnost
- Francuski kraljevi
- Karolinška država
- Popis rimsko-njemačkih kraljeva i careva